# Kadambur
Kadambur é uma panchayat (vila) no distrito de Toothukudi, no estado indiano de Tamil Nadu.

## Geografia
Kadambur está localizada a 8° 59′ N, 77° 52′ L. Tem uma altitude média de 84 metros (275 pés).

## Demografia
Segundo o censo de 2001,  Kadambur  tinha uma população de 4379 habitantes. Os indivíduos do sexo masculino constituem 49% da população e os do sexo feminino 51%. Kadambur tem uma taxa de literacia de 68%, superior à média nacional de 59.5%: a literacia no sexo masculino é de 76% e no sexo feminino é de 61%. Em Kadambur, 10% da população está abaixo dos 6 anos de idade.